# Cantone di La Ravoire
Il Cantone di La Ravoire è una divisione amministrativa dell'arrondissement di Chambéry.
La riforma complessiva dei cantoni del 2014 lo ha lasciato invariato.

## Composizione
Comprende i comuni di:
- Barberaz
- Challes-les-Eaux
- La Ravoire
- Saint-Baldoph
- Saint-Jeoire-Prieuré